# The Dead Don't Die
Pour plus de détails, voir Fiche technique et Distribution.
The Dead Don't Die, ou Les morts ne meurent pas au Québec, est une comédie horrifique américaine écrite et réalisée par Jim Jarmusch, sortie en 2019.
Le film se déroule dans la petite ville paisible de campagne de Centerville. Les animaux se comportent bizarrement, la nuit ne tombe pas, les médias parlent des phénomènes mystérieux, les téléphones et les montres cessent de fonctionner, et surtout : les habitants sont attaqués par des zombies qui sont sortis de leur tombes. Trois policiers et une croque-mort vont alors devoir faire équipe pour tenter de les vaincre.
Le film est présenté en ouverture de la compétition officielle du Festival de Cannes 2019.

## Synopsis
Répondant à une plainte de l'agriculteur Frank Miller (Steve Buscemi) concernant un poulet manquant, les policiers de la petite ville rurale de Centreville, Cliff Robertson (Bill Murray) et Ronnie Peterson (Adam Driver), affrontent brièvement l'excentrique Bob l'Ermite (Tom Waits) dans les bois. Sur le chemin du retour , Cliff s'étonne qu'il fasse encore jour après 20 heures tandis que Ronnie remarque que sa montre et son téléphone portable ont cessé de fonctionner. Le fermier Miller parle de Bob l'Ermite avec le propriétaire de la quincaillerie Hank Thompson (Danny Glover) au restaurant local. Hank entend un reportage radio inquiétant sur la fracturation polaire. La serveuse Fern (Eszter Balint) et Hank se demandent également pourquoi il ne fait pas noir dehors. La radio diffuse une chanson, The Dead Don't Die de Sturgill Simpson et Ronnie explique à Cliff que « c'est la chanson du film ».
Au Centre de détention pour mineurs de Centerville, après la vision d'un reportage, Geronimo (Jahi Di'Allo Winston) dit à deux codétenues, Olivia (Taliyah Whitaker) et Stella (Maya Delmont) que la fracturation polaire a modifié l'axe de rotation de la Terre. Le livreur Dean (RZA) apporte des magazines rares au propriétaire de la station-service Bobby Wiggins (Caleb Landry Jones), qui vend également des souvenirs de la culture pop dans son magasin. Le propriétaire du Moonlight Motel, Danny Perkins (Larry Fessenden), regarde à la télévision le reportage de Posie Juarez (Rosie Perez) sur les animaux de compagnie qui se comportent étrangement et se demande où ses chats peuvent être. Le fermier Miller remarque également que tous les animaux de sa ferme ont disparu.
Cliff et Ronnie retrouvent Mindy Morrison (Chloë Sevigny) au poste de police. Les trois officiers discutent des événements bizarres qui se passent à Centerville et parlent d'une défunte, Mallory O'Brien (Carol Kane), dont le cadavre doit être enlevé le lendemain. Au restaurant, la serveuse Lily (Rosal Colon) parle à Fern de Zelda Winston (Tilda Swinton), l'étrange nouveau croque-mort du salon funéraire Ever After et dont le prénom fait penser à Zelda Fitzgerald, dit-elle. Pendant ce temps, dans le salon funéraire, Zelda manie un de ses katanas devant une statue de Bouddha. Deux zombies obsédés par le café (Sara Driver et Iggy Pop) se réaniment quand la nuit tombe enfin et tuent et mutilent les deux employées du restaurant. Hank convoque Cliff, Ronnie et Mindy au restaurant quand le matin il découvre les corps. Ronnie dit à Cliff qu'il croit que les zombies les ont abattues.
Zoe (Selena Gomez) et ses compagnons de voyage Jack (Austin Butler) et Zach (Luka Sabbat), des hipsters, s'arrêtent pour faire le plein de carburant à la station-service de Bobby. Zoe remarque qu'il porte un tee-shirt sur lequel est reproduite l'ombre de Nosferatu. Après avoir acheté le disque compact The Dead Don't Die de Sturgill Simpson, ils discutent du motel de Psychose et de George Romero puis se rendent au Moonlight Motel de Danny. Cliff et Ronnie discutent des meurtres au restaurant avec Danny. Les deux officiers rencontrent Zoé, Jack et Zach au motel et leur disent de ne pas sortir la nuit. Bob l'Ermite déterre un livre, Moby Dick d'Herman Melville. Au centre de détention, Olivia, Stella et Geronimo discutent également des meurtres du restaurant. Geronimo affirme qu'ils sont au cœur d'une apocalypse zombie imminente causée par la fracturation polaire.
Cliff et Ronnie trouvent des tombes ouvertes lorsqu'ils enquêtent au cimetière. Bob l'Ermite espionne les deux hommes avant de conclure que les zombies sont lâches. Ronnie donne des conseils à Cliff sur la façon de tuer des zombies. Bobby et Hank ont une conversation similaire alors qu'ils préparent des armes. Plus de zombies ressuscitent des morts ce soir-là. Zoe, Jack et Zach s'enferment dans leur chambre après qu'un bulletin d'information de Posie Juarez a mis en garde la population. Danny est attaqué à son motel et deviendra un mort-vivant.
Cliff et Ronnie arrivent au poste de police et parlent à Mindy des zombies. C'est alors que Mallory O'Brien se réanime, étant devenue morte-vivante. Ronnie décapite Mallory. Deux cadavres se réaniment à l'intérieur du salon funéraire. Zelda les décapite avec son katana puis se rend chez Cliff, Ronnie et Mindy et leur propose son aide. Les trois officiers partent en patrouille ensemble, laissant Zelda seule au poste, d'où elle envoie un message informatique crypté à l'aide de leur ordinateur. Les trois policiers découvrent Zoe et ses amis morts lorsqu'ils pénètrent dans leur chambre au motel. Ronnie décapite les trois corps pour les empêcher de se réanimer. Ronnie emporte le CD de Sturgill Simpson de Zoe (qui est joué de nombreuses fois pendant le film) et Cliff, lassé d'entendre cet air, jette le CD par la fenêtre de la voiture.
Barricadés dans le magasin de la station-service, Hank et Bobby sont attaqués par des zombies qui réussissent à y pénétrer par la porte arrière de la boutique. Bob l'Ermite voit des zombies mutiler le fermier Miller. Geronimo, Olivia et Stella fuient le centre de détention pour mineurs. Des zombies entourent la voiture de patrouille lorsqu'elle est coincée au cimetière. Mindy sort du véhicule pour rejoindre feu sa grand-mère qu'elle a remarquée dans la horde de zombies. Ronnie dit à Cliff qu'il savait que ça finirait mal parce que Jim [Jarmusch] lui a donné le script entier. Cliff répond que lui n'a reçu que les scènes dans lesquelles ils jouent.
Zelda conduit la voiture de Ronnie à travers la ville, puis marche calmement à travers le cimetière. Les zombies s'éloignent de la voiture de patrouille alors qu'un OVNI en rotation plane soudainement au-dessus du cimetière de Centreville, ce qui ne figure pas dans le script précise Ronnie. Cliff et Ronnie sont stupéfaits alors que l'OVNI téléporte Zelda et s'envole. Cliff et Ronnie décident de passer à l'attaque, quand Ronnie dit que c'est dans le script du film. Les deux policiers sortent de leur voiture et commencent à tuer des morts-vivants, notamment Bobby, le fermier Miller, Danny et Mindy. Bob l'Ermite observe la mêlée avec ses jumelles depuis les bois, il monologue et déplore que le monde soit un endroit terrible pendant que les zombies parviennent à submerger Cliff et Ronnie.

## Fiche technique
Sauf indication contraire, les informations mentionnées dans cette section peuvent être confirmées par la base de données cinématographiques IMDb,  présente dans la section « Liens externes ».
- Titre original et français : The Dead Don't Die
- Titre québécois : Les morts ne meurent pas
- Réalisation et scénario : Jim Jarmusch
- Musique : Sqürl
  - Chanson : Sturgill Simpson
- Décors : Alex DiGerlando
- Costumes : Catherine George
- Photographie : Frederick Elmes
- Montage : Affonso Gonçalves
- Production : Joshua Astrachan et Carter Logan
- Société de production : Animal Kingdom, Film i Väst
- Sociétés de distribution : Focus Features (États-Unis) ; Universal Pictures International (France), Universal Pictures (Québec)
- Pays d'origine :  États-Unis
- Langue originale : anglais
- Format : couleur
- Genre : comédie horrifique
- Durée : 103 minutes
- Dates de sortie :
  - France : 14 mai 2019 (Film d'ouverture du Festival de Cannes et sortie nationale)
  - États-Unis : 14 juin 2019
  - Belgique : 12 octobre 2019 (Festival international du film de Flandre-Gand)
- Interdit aux moins de 12 ans lors de sa sortie en France

## Distribution
- Bill Murray (VF : Bernard Métraux) : Clifford « Cliff » Robertson
- Adam Driver (VF : Valentin Merlet) : Ronald « Ronnie » Peterson
- Tilda Swinton (VF : Catherine Wilkening) : Zelda Winston
- Chloë Sevigny (VF : Anneliese Fromont) : Minerva « Mindy » Morrison
- Steve Buscemi (VF : Yann Guillemot) : Miller
- Danny Glover (VF : Alex Descas) : Hank Thompson
- Caleb Landry Jones (VF : Julien Frison) : Bobby Wiggins
- Rosie Perez (VF : Nathalie Spitzer) : Posie Juarez
- Iggy Pop : un zombie
- Sara Driver : une zombie
- RZA (VF : Jean-Baptiste Anoumon) : Dean
- Carol Kane : Mallory O'Brien
- Selena Gomez (VF : Claire Bouanich) : Zoe
- Tom Waits (VF : Jean-François Stévenin) : Bob l'Ermite (Hermit Bob)
- Austin Butler : Jack
- Luka Sabbat : Zach
- Rosal Colon (VF : Sara Martins) : Lily

Version française dirigée par Hervé Icovic chez Deluxe Média Paris.

## Production

### Genèse et développement
L'idée serait née sur le tournage de Only Lovers Left Alive, lors d'une conversation entre Tilda Swinton et Jim Jarmusch.

### Attribution des rôles et tournage
Le  casting a été réalisé par Ellen Lewis (en) : Steve Buscemi, Adam Driver, Bill Murray, Tom Waits, Chloë Sevigny, Rosie Perez, RZA et Tilda Swinton avaient tous déjà tourné avec Jim Jarmusch précédemment. Daniel Craig avait également été pressenti, mais son rôle a dû être supprimé.
À l'origine, Jim Jarmusch avait contacté Bruce Campbell pour le rôle de Mallory O'Brien, mais celui-ci déclina l'offre, lassé de jouer dans des films d'horreur depuis quarante ans. Son rôle a donc été réécrit, dans la perspective de le confier à une femme, et Jim Jarmusch choisit alors Carol Kane et Steve Buscemi avec lesquels il avait travaillé pour le film In the Soup (1992).
Volontiers farceur, Jim Jarmusch a mis de nombreux clins d'œil cinématographiques : La Nuit des morts-vivants (1968), Star Wars, ou encore Samuel Fuller (l'une des tombes du cimetière porte son nom).

### Musique
La chanson The Dead Don't Die, par Sturgill Simpson, a été écrite spécialement pour le film.
Outre cette chanson, la musique originale du film est signée par Sqürl, groupe créé par Jim Jarmusch. Dans le film, le chanteur Sturgill Simpson fait une brève apparition en zombie tenant une guitare.

## Accueil

### Accueil critique
En France, le site Allociné propose une moyenne des critiques presse à 3,1/5.
Pour Thomas Sotinel du Monde, « Cette fois, le réalisateur de The Limits of Control, pousse le paradoxe jusqu'à l'absurde au risque de diluer la colère et le désespoir qui animent son film. The Dead Don't Die est à la fois un râle d'agonisant et une bonne blague, accompagnée de clins d’œil par le plaisantin. ».
Pour Étienne Sorin du Figaro, « Entre deux clins d'œil à ses illustres prédécesseurs (Romero, Carpenter) et à la culture pop (de Psychose à Star Wars), le réalisateur de Dead Man met en scène la fin du monde avec une misanthropie nonchalante. ».
Pour Julien Gester de Libération, « Jim Jarmusch signe une amusante fable à zombies, qui croule sous les références et les stars. [...] Que cet amusant The Dead Don't Die et son désespoir all stars ne constituent pas l'ajout le plus crucial à la filmographie récente de Jarmusch lui va au fond assez bien, tant le film se conçoit comme la farce tautologique d’un monde trop vieux. ».
Pour Karelle Fitoussi de Paris Match, The Dead Don't Die est « un opus mineur mais divertissant, sorte de Mars attacks version revenants, avec clins d’œil pour initiés et défilé de stars fidèles de la première heure. ».
Pour François Forestier de L'Obs, « Jim Jarmusch, jadis poète du cinéma indépendant, a viré sa cuti : le voici devenu cinéaste très paresseux. Scénario interminable, citations nombreuses, message poussif. […] Malgré quelques scènes amusantes, le film s'enlise inexorablement… ».

### Box-office
- France : 328 075 entrées[11]

## Distinction

### Sélection
- Festival de Cannes 2019 : film d'ouverture, en compétition officielle

## Clins d’œil
Lorsque Ronald Peterson donne ses clefs de voiture à Zelda Winston, on peut voir qu'il a un porte-clefs à l'effigie d'un croiseur impérial de Star Wars. L'interprète de Ronald Peterson est Adam Driver, qui joue Kylo Ren dans la saga Star Wars.
Le livreur qui entre dans la boutique de Bobby Wiggins est employé de Wu-PS. Il s'agit d'un clin d’œil à l'entreprise UPS et au Wu-Tang Clan. Le logo est d'ailleurs celui du groupe de rap. Le livreur est par ailleurs incarné par l'un des membres du Wu-Tang, RZA.
La voiture conduite par Zoe (Selena Gomez) est une Pontiac LeMans 1966 (même s'il est dit que c'est un modèle 1968) similaire à celle conduite par Barbara et son frère dans La Nuit des morts-vivants (1968) de George A. Romero, film culte de zombies.
Le nom de la ville, Centerville, est un clin d’œil à 200 Motels (1971) de Tony Palmer et Frank Zappa.
Zoe, Zack et Jack viennent de Cleveland, comme Eva, Willie et Billie dans Stranger Than Paradise également de Jim Jarmusch (1984).
Les prénoms Zack et Jack sont les mêmes que ceux des personnages joués par Tom Waits et John Lurie dans Down by Law de Jim Jarmusch (1986).
Le nom de famille du policier joué par Adam Driver, Peterson, est le quasi homonyme à une lettre près du nom du personnage principal, Paterson, qu'il incarne dans le film homonyme, Paterson (2016).
Le nom de famille du personnage joué par Tilda Swinton, Winston est le même que celui du voisin de Don Johnston dans Broken Flowers de Jim Jarmusch (2005).
Le néon en forme de croissant de lune du motel où vont Zoe, Zack et Jack évoque celui de la dernière scène d'Only Lovers Left Alive de Jim Jarmusch (2013), où Adam et Eve observent le jeune couple d'amoureux qu'ils vont ensuite « vampiriser ».
Le lapin écorché que Cliff Robertson et Ronald Peterson trouvent près du feu de Bob l'ermite rappelle celui qu'a chassé et préparé dans la forêt le personnage de Bob, joué par Roberto Benigni dans Down by Law de Jim Jarmusch (1986).
La pratique du sabre et du bouddhisme de Zelda Winston renvoie à celle de Ghost Dog, joué par Forest Whitaker dans Ghost Dog : La Voie du samouraï de Jim Jarmusch (1999).
Miller, incarné par Steve Buscemi, porte une casquette rouge sur laquelle on peut lire le slogan Keep America white again, rappelant le Make America Great Again de Donald Trump.
Dans le film Les Feuilles mortes de Aki Kaurismäki, les deux personnages principaux (Ansa et Holappa) assistent à la projection du film.
La tombe vide porte le nom de Samuel Fuller, réalisateur américain mort en 1997.